# Code Access Security
Code Access Security (CAS) ist das Sicherheitsmodell in Microsofts .Net-Framework und stellt Microsofts Lösung dar, nicht privilegierten und nicht vertrauten Code an der Ausführung sicherheitskritischer Aktionen zu hindern. Wird eine Assembly durch die Common Language Runtime (CLR) geladen, wird diese vor deren Ausführung inspiziert. Dabei wird festgestellt, zu welcher Sicherheitszone die Assembly gehört. Eine Sicherheitszone stellt dabei eine Ansammlung von Rechten dar.
Code, der sicherheitsrelevante Aufgaben durchführen will, muss seinerseits das Recht zur Ausführung dieser Aufgabe von der CLR erfragen. Dabei prüft die CLR mit einem Durchlauf durch die Aufrufliste (Engl. call stack), welche Rechte der Assembly durch die Zugehörigkeit zu einer Sicherheitsgruppe gewährt wurden und gewährt oder verbietet ihrerseits die Ausführung dieser Aufgabe.
Die Rechte einer Sicherheitszone werden vom Systemadministrator festgelegt.
Ab .NET Core wird CAS von Microsoft als obsolet angesehen und wird dadurch in neueren .NET Versionen nicht mehr unterstützt.